# Мониторы типа «Маршал Сульт»
Мониторы типа «Маршал Сульт»  — серия из двух мониторов Королевских ВМС Великобритании. Оба участвовали в Первой мировой войне. Дизель-моторы предназначались для танкеров. На мониторах они работали плохо, часто выходили из строя. «Маршалы» оказались тихоходными и с плохой управляемостью.

## История службы
«Marshal Ney» 19 апреля 1917 г. был поврежден немецкой авиационной торпедой. После этого он стал брандвахтой по охране рейда Доунс от германских миноносцев. В 1919 г. корабль разоружили, но он еще долго использовался как плавбаза и блокшив.
«Marshal Soult» сразу после окончания войны был превращен в учебно-артиллерийский корабль. В 1940 г. его башню ГК сняли, а сам корабль списали.

## Представители проекта
| Название     | Закладка | Спуск на воду | Вступление в строй | Судьба                                                                   |
| ------------ | -------- | ------------- | ------------------ | ------------------------------------------------------------------------ |
| Маршал Ней   | 1.1915   | 17.6.15       | 8.1915             | В 1919 разооружен, служил как брандвахта и блокшив. Сдан на слом в 1957. |
| Маршал Сульт | 2.1915   | 24.8.1915     | 11.1915            | Использовался, как учебно-артиллерийский корабль. Сдан на слом в 1940.   |